# Zimbabwe ai Giochi della XXIV Olimpiade
Lo Zimbabwe partecipò ai Giochi della XXIV Olimpiade, svoltisi a Seul, Corea del Sud, dal 17 settembre al 2 ottobre 1988, con una delegazione di 29 atleti impegnati in dieci discipline.